# Ilan Ziv
Ilan Ziv est un réalisateur de documentaires né en 1950 en Israël.

## Biographie
Ilan Ziv est diplômé de l'école de cinéma de l'université de New York,.

## Problèmes Juridiques
En 2022, Ilan Ziv a été poursuivi par un de ces locataires d'un appartement situé aux 3445 Ridgewood à Montréal, le "Mayflower". Mr. Ziv détenait à l'époque plus d'une dizaine d'unités du Mayflower. Le locataire accusait Mr. Ziv d'eviction illégale profitant du fait que les appartements du Mayflower n'étaient disponibles du moins à l'époque que pour des sous-locations. Le locataire prétendait que cela lui a ete cache lors de la signature de son bail, ce qui l'aurait motivé en particulier à acheter un chien. L'eviction surprenant non-expliquee déclenchée par Mr. Ziv lui aurait causé beaucoup de souffrances notamment pour trouver d'urgence un appartement autorisant les chiens à Montréal. Dans une décision de la juge Claudine Novello du tribunal administratif du logement de septembre 2023 , soutenue en appel à la Cour du Québec par le juge Stéphane Davignon en decembre 2023 , la justice québécoise a jugé que malgré tous les faits du dossier, Mr. Ziv n'avait pas brisé de loi québécoise en évinçant ce locataire sans justification.

## Filmographie
- 2004 : Le carrefour (The Junction)[5]
- 2006 : Hijacked![6]